# Шварц, Алберт (зоолог)
А́лберт Шварц (англ. Albert Schwartz) — американский зоолог.

## Биография
Шварц посещал частные школы в Цинциннати. Его родители умерли, в то время как он посещал институт. В 1944 году он получил степень бакалавра наук по психологии, в 1946 году — магистра наук по зоологии в университете Майами с дипломной работой «Cestodes of sharks of the east coast of Florida», а в 1952 году — доктора философии в университете Мичигана с докторской диссертацией «Mammals of southern Florida and the upper Florida keys». С 1967 по 1988 год Шварц был профессором в Miami-Dade Community College. Шварц часто сотрудничал с другими биологами, в том числе с Ричардом Томасом из университета Пуэрто-Рико в Рио-Педрасе и с Орландо Х. Гарридо из Кубы. С 1954 года Шварц посвятил себя исследованию фауны Карибских островов. Он описал подвид Peromyscus gossypinus allapaticola, 3 новых таксона летучих мышей (Nycticeius humeralis subtropicalis, Myotis martiniquensis nyctor и Sturnira thomasi), почти 2 дюжины новых видов бабочек, 40 видов и 24 подвида лягушек (в том числе много видов родов Pristimantis и Eleutherodactylus), 35 видов и 223 подвида ящериц, а также 5 видов и 32 подвида змей. В конце 1970-х годов Шварц занимался исследованием бабочек Карибских островов. Он написал несколько определителей, в том числе «A guide to the identification of the amphibians and reptiles of Hispaniola» (1984), «A guide to the identification of the amphibians and reptiles of the West Indies exclusive of Hispaniola» (1985), «West Indian Amphibians and Reptiles: A Checklist (1988), The Butterflies of the Lower Florida Keys» (1987), «Haitian Butterflies» (1983), «The Butterflies of Hispaniola» (1989) и «Amphibians and Reptiles of the West Indies: Descriptions, Distributions, and Natural History» (1991).

## Эпонимы
Ричард Томас назвал в честь Алберта Шварца в 1966 году таксоны Eleutherodactylus schwartzi и в 1989 году Typhlops schwartzi. В 1998 году Geoffrey Swinney и Robert George Sprackland назвали в честь учёного вероятно вымершего гигантского геккона Tarentola albertschwartzi. В 1992 году вид круглопалых гекконов Sphaerodactylus schwartzi был назван коллегами Шварца в его честь.